# Ledergelbes Pustelkeulchen
Das Ledergelbe Pustelkeulchen (Trichoderma alutaceum, Syn. Hypocrea alutacea, Podostroma alutaceum) ist ein Schlauchpilz aus der Ordnung der Krustenkugelpilzartigen (Hypocreales).

## Merkmale

### Makroskopische Merkmale
Der Pilz bildet oft mehrere gesellig zusammenstehende Fruchtkörper aus, die aus einem 20 bis 50 mm hohen keulenförmigen Stroma gebildet werden, das von goldgelb bis kaffee- oder linoleumbraun  gefärbt ist. Ist der Stiel sichtbar, so ist dieser weiß bis beige. Die zahlreichen Perithecien sind im oberen Teil des Stromas eingesenkt. Die Öffnungen der Perithecien, die Ostiolen, sind dunkler als das umgebende Stroma, wodurch dies punktiert erscheint. Die Nebenfruchtform ist grünlich.

### Mikroskopische Merkmale
Die einfach septierten Sporen sind hyalin und feinwarzig. Sie zerfallen in runde bis breite ellipsoide Teilsporen, wobei die distalen Teilsporen 2,7–3,7 × 2,5-3,5 μm, die proximalen Teilsporen hingegen 3–4 × 2,2–2,7 μm messen. Die Nebenfruchtform bildet grüne Konidien.

### Merkmale auf Nährmedien
Der Pilz bildet auf Kartoffel-Dextrose-Agar in 6 Tagen eine 3 cm  große Kolonie mit dichten konzentrischen Kreisen mit Konidien und wattigen grauen bis mattgrünem Mycel. Mit zunehmendem Alter der Kolonie wird sie heller am Rand und hat einen deutlichen süßlichen Geruch. Die Konidienträger sind 35–72 mm lang, die Phialiden erscheinen einzeln oder in 3er-Wirteln an den Verzweigungsspitzen. Sie sind flaschenförmig. Die Konidien sind länglich bis elliptisch, glatt und grün und messen (2,2–)2,7 bis 4,5(–5,2) × (1–) 1,2–1,7(–2) μm.

### Ähnliche Arten
Hypocrea alutacea ähnelt sehr Hypocrea leucopus, mit dem die Art oft synonymisiert wurde. Allerdings wächst erstere Art auf Holz, während zweitere auf dem Erdboden wächst. Außerdem hat Hypocrea alutacea grüne Konidien, während die Konidien von Hypocrea leucopus hyalin sind. Auf den ersten Blick hat er auch eine gewisse Ähnlichkeit mit Kernkeulen, die jedoch fädige Sporen haben.

## Ökologie und Verbreitung
Das Ledergelbe Pustelkeulchen wächst im Nadelwald vor allem auf morschen, oft feuchten Baumstümpfen und abgefallenen Ästen, auch von Laubholz.  Es wächst auch auf Hackschnitzel.
Es wächst vom Spätsommer bis zum Herbst und ist recht selten, so ist er in Deutschland nur an wenigen Standorten bekannt. Die Art wächst in Europa und Nordamerika.

## Systematik
Das Ledergelbe Pustelkeulchen wurde von Persoon 1797 als Sphaeria alutacea erstbeschrieben. 1863 erhielt es von Cesati und De Notaris den gültigen Namen. George Francis Atkinson stellte die Art als Podostroma alutaceum als Typusart in die Gattung Podostroma für Arten mit einem keulenförmigen Fruchtkörper, allerdings stellte sich durch molekularbiologische Analysen heraus, dass Podostroma kongenerisch zu Hypocrea ist.